# Тернавский, Михаил Яковлевич
Михаил Яковлевич Тернавский (11 августа 1934, Полтава — 9 августа 1998, Симферополь) — советский украинский поэт, переводчик, эсперантист. Писал на разных языках: украинском, русском, польском, литовском и эсперанто. Его произведения печатали на страницах журналов, газет Великобритании, Австрии, Бельгии, Болгарии, Бразилии, Эстонии, Италии, Колумбии, Нидерландов, Польши, Венгрии, Франция. Зарубежная критика единодушно относит Михаила Тернавского к ряду одаренных мастеров-эсперантистов.

## Биография
Михаил Яковлевич Тернавский родился 11 августа 1934 года в городе Полтаве. Мать из крестьянского рода. Её отец — Яков Герасимович был основателем и первым председателем колхоза им. Ленина на Полтавщине, служил новой власти самоотверженно, за что был убит односельчанами в 1932 году.
Отец был сыном помещика из Запорожской области.
Во время войны отец был на фронте. А мать с двумя детьми оказались в Казахстане (Акмолинская область, село Раивка), где жили ссыльные.
В 1944 году Михаил с матерью вернулись на Полтавщину, в село Цыганское. Закончил первый класс сельской школы. Отец вернулся с войны искалеченный — без глаза, одна рука была парализована. Парень продолжил обучение в Полтаве. Очень любил читать, а с пятого класса сам начал писать стихи.
В 1968 году окончил Харьковский институт культуры. Работал директором полтавского клуба писателей. Творческая биография началась с критических выступлений. Впоследствии проявил себя и как поэт. Плодотворными последствиями увенчалась его переводческая деятельность.
Переехав в Крым, руководил литобъединением при Симферопольской Областной газете «Крымский комсомолец».
В 1978 году стал членом Союза писателей Украины.

## Творческое наследие
Михаил Тернавский — автор сборников «Оттенки» (1967) , «Солнечные часы» (1976), «По кругозору» (1986). В 1987 году вышел сборник стихов на языке эсперанто «Колоро». Переводил произведения украинских поэтов на язык эсперанто.
Поэт переводил также произведения болгарских, русских, польских и белорусских поэтов на украинский язык.

## Ссылка
- Он дарил людям мысли.... — Симферополь: Газетно-журнальное издательство Министерства культуры и туризма Украины, 2009. — Август (вып. 34).